# Lambertz Open by STAWAG 1993
Il Lambertz Open by STAWAG 1993 è stato un torneo di tennis facente parte della categoria ATP Challenger Series nell'ambito dell'ATP Challenger Series 1993. Il torneo si è giocato a Aquisgrana in Germania dal 1 al 7 novembre 1993 su campi in sintetico (indoor).

## Vincitori

### Singolare
Jonas Björkman ha battuto in finale  Jan Apell con il punteggio di 6–3, 3–6, 7–5

### Doppio
Jan Apell /  Jonas Björkman hanno battuto in finale  Mike Briggs /  Trevor Kronemann con il punteggio di 7–5, 7–6